# Wiesbaden-Biebrich

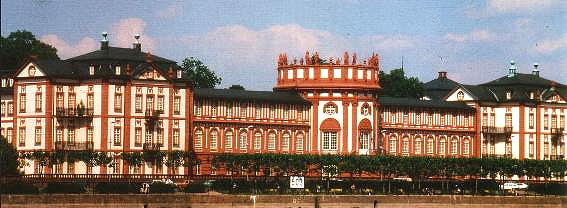
Zamek w Wiesbaden

Wiesbaden-Biebrich – dzielnica Wiesbaden, do 1926 było to samodzielne miasto znane jako „Biebrich”.

## Współpraca
Miejscowość partnerska:
- Glarus, Szwajcaria